# Auzenda de Oliveira
Auzenda de Oliveira (Pocariça, Cantanhede, 20 de março de 1888 — 1960) foi uma popular e notável actriz do teatro musicado. A sua estreia realizou-se na cidade de Beja, em 1902, em condições interessantes.

## Biografia
Acompanhava, nessa altura, sua mãe, a actriz Isabel de Oliveira, numa "tournée" que o empresário Eduardo Raposo organizara pela província. Chegando a companhia a Beja, a artista que fazia o papel de "Serafina", no Moleiro de Alcalá, deixou-se raptar por um apaixonado.
Em Junho de 1904, Auzenda fazia a sua estreia oficial no Teatro Avenida, na Companhia Sousa Bastos, com a opereta A Boneca, seguindo-se outras peças. Com a junção da Companhia Sousa Bastos com a do D. Amélia (S. Luís Braga), surgiu um grande reportório de operetas em que Auzenda trabalhou.
Passou depois para o Teatro Avenida (Companhia José Ricardo), entrando nas revistas ABC, Favas Contadas e outras. Contratada pelo empresário Luís Galhardo, seguiu para o Porto tendo desempenhado papéis importantes nas operetas: Viúva Alegre, Sonho de Valsa, Princesa dos Dólares, Conde de Luxemburgo, Casta Susana, Vendedor de Pássaros, Bocáccio, O Rei Danado, O Rei dos Sovietes, Paganini, O Soldado de Chocolate, Enfim, Sós!, Gueisha e nas revistas: Dia de Juízo, Ovo de Colombo e Verdades e Mentiras.
Na Companhia Armando de Vasconcelos era a estrela, tendo criado papéis nas peças A Leiteira de Entre-Arroios, O Príncipe Orlof, O Milagre da Aldeia, Baiadeira, Benamor, Moreninha e Prima Inglesa. Todo este repertório representou-o no Brasil durante quatro épocas. Regressando a Portugal, foi contratada pelo empresário Taveira, tendo feito: Amores de Príncipe, O Rei das Montanhas, Eva, Dama Roxa, Sibill, A Lenda das Tarlatanas, J.P.C., Frasquita, Rainha do Cinema, Os Sinos de Corneville, Os Maridos Alegres, Duquesa de Bal Tabarin, As Meninas do Music-Hall, O Posto na Rua e A Rapioca. E assim cantou as óperas Cavalaria Rusticana e Boémia.
No Teatro Politeama (empresa Luís Pereira) trabalhou, com Palmira Bastos e Maria Matos, em numerosas peças, entre as quais se destacaram A Rainha de Biarritz e Mamã.
Motivos de saúde e a desaparição do género opereta dos palcos portugueses, causaram o brusco eclipse total da actriz."

## Isabel Tainha (mãe)
A mãe de Auzenda de Oliveira foi uma popular actriz, nascida na Pocariça (Cantanhede) em 5 de Abril de 1867, e morta em Lisboa, em 6 de Abril de 1915. O seu nome completo era Maria Isabel da Costa Oliveira, mas o público conhecia-a por Isabel Tainha, visto ser este o apelido dos seus avós, também artistas.
Do seu casamento com o actor Henrique de Oliveira, nasceram as actrizes Auzenda, Carmen e Egídia de Oliveira e o violinista Raul de Oliveira. Foram agregados o actor José Vítor, e a cunhada Carmen de Oliveira que, além do teatro, se dedicara a trabalhos de acrobacia.
Trabalhou nos Teatros Príncipe Real e Rua dos Condes, nas peças Pera de Satanás e João José. Passando para o Teatro Avenida, contratada por Salvador Marques, trabalhou em revistas, seguindo em várias digressões pela província. Afastando-se do teatro durante um longo período, reapareceu no palco do Teatro São Luís, com a revista ABC, onde se encontrava, sua filha Auzenda. Convidada pelo actor Artur Duarte, foi à Alemanha gravar discos, mas tendo eclodido a Grande Guerra, viu-se forçada a regressar a Portugal.

## Henrique de Oliveira (pai)
O pai de Auzenda de Oliveira, Henrique de Oliveira foi actor e empresário, nascido a 30 de Abril de 1865 e morto a 4 de Fevereiro de 1935. Era filho do empresário Joaquim de Oliveira, palhaço e director de um circo ambulante. Estreou-se na companhia infantil do "Dallot", como acrobata, e depois como actor num teatro de Cantanhede, na Companhia Tainha, representando um papel pequeno na peça O Bombeiro Municipal.
Esteve muito tempo na companhia do actor Domingos e foi casado com a actriz Isabel de Oliveira, a "Isabel Tainha". Foi também empresário e esteve treze anos na Companhia Satanela-Amarante.